# Tour de Southland
Le Tour de Southland (en anglais : Tour of Southland) est une course cycliste par étapes néo-zélandaise disputée dans le Southland. Créé en 1956, il a été intégré au calendrier UCI en 2002 (catégorie 2.5) puis a intégré l'UCI Oceania Tour en 2.2 lors de la création des circuits continentaux en 2005. Depuis l'édition 2010, l'épreuve n'est plus inscrite à l'UCI, ce qui a peu changé son plateau, majoritairement composé de coureurs locaux. L'épreuve n'en reste pas moins prestigieuse en Nouvelle-Zélande.

## Palmarès
| Année | Vainqueur             | Deuxième             | Troisième             |
| ----- | --------------------- | -------------------- | --------------------- |
| 1956  | Kelvin Hastie         | Pat Wylie            |                       |
| 1957  | Tom Tindale           | Harry Hubber         | N. Cowles             |
| 1958  | pas organisé          | pas organisé         | pas organisé          |
| 1959  | Warwick Dalton (en)   |                      |                       |
| 1960  | Gary Ulmer            |                      |                       |
| 1961  | Warwick Dalton (en)   |                      |                       |
| 1962  | Tony Walsh (en)       |                      |                       |
| 1963  | Dick Johnstone        |                      |                       |
| 1964  | Malcolm Powell        |                      |                       |
| 1965  | Tino Tabak            |                      |                       |
| 1966  | Tino Tabak            |                      |                       |
| 1967  | Tino Tabak            |                      |                       |
| 1968  | Mark Davis            |                      |                       |
| 1969  | Warwick Dalton (en)   |                      |                       |
| 1970  | David Gee             |                      |                       |
| 1971  | John Dean (en)        |                      |                       |
| 1972  | Blair Stockwell (en)  |                      |                       |
| 1973  | Mike Hughes           |                      |                       |
| 1974  | Bruce Ramsey          |                      |                       |
| 1975  | Chris Hogan           |                      |                       |
| 1976  | Paul Jesson           |                      |                       |
| 1977  | Wayne Perkinson       | Paul Jesson          |                       |
| 1978  | Paul Jesson           |                      |                       |
| 1979  | Eric McKenzie         |                      |                       |
| 1980  | Anthony Cuff (en)     |                      |                       |
| 1981  | Stephen Cox (en)      | Blair Stockwell (en) |                       |
| 1982  | Stephen Cox (en)      |                      |                       |
| 1983  | Jack Swart (en)       |                      |                       |
| 1984  | Jack Swart (en)       |                      |                       |
| 1985  | Brian Fowler          |                      |                       |
| 1986  | Brian Fowler          |                      |                       |
| 1987  | Brian Fowler          |                      |                       |
| 1988  | Brian Fowler          |                      |                       |
| 1989  | Brian Fowler          |                      |                       |
| 1990  | Brian Fowler          |                      |                       |
| 1991  | Stuart Lowe           |                      |                       |
| 1992  | Brian Fowler          |                      |                       |
| 1993  | Burt Landrey          |                      |                       |
| 1994  | Doug Bath             |                      |                       |
| 1995  | Brian Fowler          |                      |                       |
| 1996  | Gordon McCauley       |                      |                       |
| 1997  | Graeme Miller         |                      |                       |
| 1998  | Scott Guyton          |                      |                       |
| 1999  | Graeme Miller         | Eric Wohlberg        | Karl Moore            |
| 2000  | Glen Mitchell         |                      |                       |
| 2001  | Karl Moore            | Ryan Russell         | Jeremy Robinson       |
| 2002  | John Lieswyn          | Scott Guyton         | Heath Blackgrove      |
| 2003  | Scott Guyton          | Jeremy Yates         | Fraser MacMaster (en) |
| 2004  | John Lieswyn          | Glen Mitchell        | Scott Guyton          |
| 2005  | Gordon McCauley       | Jaaron Poad          | Anthony Chapman       |
| 2006  | Hayden Roulston       | Robert McLachlan     | Jeremy Vennell        |
| 2007  | Hayden Roulston       | Marc Ryan            | Logan Hutchings       |
| 2008  | Hayden Roulston       | Gordon McCauley      | Heath Blackgrove      |
| 2009  | Heath Blackgrove      | Jack Bauer           | Tom Findlay           |
| 2010  | Hayden Roulston       | Jack Bauer           | Jeremy Yates          |
| 2011  | Joshua Atkins (en)    | Patrick Bevin        | Timothy Gudsell       |
| 2012  | Michael Northey       | Hayden Roulston      | Michael Vink          |
| 2013  | James Oram            | Taylor Gunman        | Sam Lindsay           |
| 2014  | Mitchell Lovelock-Fay | Joseph Cooper        | Hayden McCormick      |
| 2015  | Brad Evans            | Robbie Hucker        | Michael Northey       |
| 2016  | Aaron Gate            | Michael Vink         | Sjoerd Kouwenhoven    |
| 2017  | James Piccoli         | Michael Vink         | Michael Torckler      |
| 2018  | Michael Vink          | Hamish Bond          | Samuel Gaze           |
| 2019  | Michael Vink          | Alex Heaney          | Hamish Schreurs       |
| 2020  | Aaron Gate            | Michael Vink         | James Oram            |
| 2021  | Michael Vink          | Luke Mudgway         | Logan Currie          |
| 2022  | Josh Burnett          | Carter Bettles       | Josh Kench            |
| 2023  | Dan Gardner           | Joseph Cooper        | Boris Clark           |
| 2024  | Josh Burnett          | Matthew Wilson       | Samuel Jenner         |